# Дожва
До́жва — село в Україні, у Ковельському районі Волинської області. Входить до складу Турійської селищної громади. Населення становить 143 особи (станом на 2001 рік).

## Географія
Село лежить за 19,3 км на південний схід від Турійська, фізична відстань до Києва — 391,2 км.

## Історія
У 1906 році село Дажва Новодвірської волості Володимир-Волинського повіту Волинської губернії. Відстань від повітового міста 33 верст, від волості 2. Дворів 42, мешканців 310.
12 червня 2020 року, відповідно до розпорядження Кабінету Міністрів України № 708-р «Про визначення адміністративних центрів та затвердження територій територіальних громад Волинської області», увійшло до складу Турійської селищної територіальної громади.
19 липня 2020 року, в результаті адміністративно-територіальної реформи та ліквідації  Турійського району, село увійшло до новоутвореного Ковельського району. 

## Населення
Станом на 1989 рік у селі проживали 158 осіб, серед них — 72 чоловіки і 86 жінок.
За даними перепису населення 2001 року у селі проживали 143 особи. Рідною мовою назвали:
| Мова       | Кількість осіб | Відсоток |
| ---------- | -------------- | -------- |
| українська | 142            | 99,30 %  |
| молдовська | 1              | 0,70 %   |

## Персоналії
- Думка Федір Павлович (1908–?) — український військовик, солдат Війська Польського (1930–31), УПА (1943), Червоної армії (1946–47).
- Панасюк Юрій Євгенович (1961—1980) — український військовик, учасник військового вторгнення СРСР до Афганістану.